# Nobuteru Taniguchi
Nobuteru Taniguchi (jap. 谷口信輝 Taniguchi Nobuteru; ur. 18 maja 1971 w Hiroszimie) – japoński kierowca wyścigowy.

## Kariera
Taniguchi rozpoczął karierę w międzynarodowych wyścigach samochodowych w 2002 roku od startów w klasie GT300 Super GT, gdzie raz stanął na podium. Z dorobkiem 29 punktów uplasował się na trzynastej pozycji w klasyfikacji generalnej. W 2011 roku w tej samej serii był mistrzem. W późniejszych latach Japończyk pojawiał się także w stawce All-Japan GT Championship, Malaysia Merdeka Endurance Race - Overall, World Touring Car Championship, JAF Grand Prix SUPER GT & Formula NIPPON FUJI SPRINT CUP - GT300 Class, 24H Series oraz Super Taikyu Series.
W World Touring Car Championship Japończyk startował w latach 2009-2010. W pierwszym sezonie startów w klasyfikacji kierowców niezależnych uzbierane 21 punktów dało mu dziesiąte miejsce. Rok później w klasyfikacji kierowców niezależnych był siedemnasty.